# Prêmio Pioneiro da Computação
O Prêmio Pioneiro da Computação (em inglês:  Computer Pioneer Award) foi estabelecido em 1981 pelo "Board of Governors" da IEEE Computer Society para o reconhecimento e honra daquelas pessoas cujos esforços resultaram na criação e vitalidade contínua da indústria de computadores. O prêmio é concedido a pessoas de destaque cujas principais contribuições aos conceitos e desenvolvimento do campo dos computadores foi feita no mínimo a mais de quinze anos.

## Laureados Fundadores
Em 1981 houve uma premiação especial para "Laureados Fundadores" (em inglês:  Charter Recipients)
| Howard Aiken             | Arquitetura de computador em grande escala                                        |
| Samuel Nathan Alexander  | SEAC                                                                              |
| Gene Amdahl              | Arquitetura de computador em grande escala                                        |
| John Backus              | Fortran                                                                           |
| Robert Stanley Barton    | Arquitetura de linguagem direta                                                   |
| Gordon Bell              | Projeto de computadores                                                           |
| Fred Brooks              | OS/360 da IBM                                                                     |
| Wesley Allison Clark     | Primeiro Personal Computer (PC)                                                   |
| Fernando Corbató         | Tempo compartilhado                                                               |
| Seymour Cray             | Supercomputador                                                                   |
| Edsger Dijkstra          | Controle de multiprogramação                                                      |
| John Presper Eckert      | ENIAC, o primeiro computador completamente eletrônico                             |
| Jay Wright Forrester     | Primeiro armazenador do tipo RAM                                                  |
| Herman Goldstine         | Contribuições para os primeiros computadores                                      |
| Richard Hamming          | Códigos corretores de erro                                                        |
| Jean Hoerni              | Produção de semicondutores                                                        |
| Grace Hopper             | Início da programação (Compilador)                                                |
| Alston Scott Householder | Métodos numéricos                                                                 |
| David A. Huffman         | Projeto de circuitos sequenciais                                                  |
| Kenneth Iverson          | APL                                                                               |
| Tom Kilburn              | Projeto de computador com memória paginada                                        |
| Donald Knuth             | Algoritmos                                                                        |
| Herman Lukoff            | Início dos computador com circuitos eletrônicos                                   |
| John Mauchly             | ENIAC                                                                             |
| Gordon Moore             | Circuito integrado                                                                |
| Allen Newell             | Contribuições à inteligência artificial                                           |
| Robert Noyce             | Circuito integrado                                                                |
| Lawrence Roberts         | Comutação de pacotes                                                              |
| George Stibitz           | Primeiro cálculo online (Remote Computation)                                      |
| Shmuel Winograd          | Eficiência de algoritmos                                                          |
| Maurice Vincent Wilkes   | Microprogramação                                                                  |
| Konrad Zuse              | Primeiro computador com com controle de processo (First Process Control Computer) |

## Premiados
| Ano  | Recipiente                   | Contribuição significante |
| ---- | ---------------------------- | --- |
| 1981 | Jeffrey Chuan Chu            | Projeto de lógica de computador eletrônico |
| 1982 | Harry Huskey                 | Computador paralelo SWAC |
| 1982 | Arthur Burks                 | Projeto de lógica de computador eletrônico |
| 1984 | John Atanasoff               | Computador eletrônico com memória serial |
| 1984 | Jerrier Haddad               | IBM 701 |
| 1984 | Nicholas Metropolis          | Resolveu problemas de energia atômica no ENIAC |
| 1984 | Nathaniel Rochester          | Arquitetura de máquinas de processamento eletrônico de dados IBM 702 |
| 1984 | Willem van der Poel          | Computador serial ZEBRA |
| 1985 | John George Kemeny           | BASIC |
| 1985 | John McCarthy                | LISP e inteligência artificial |
| 1985 | Alan Perlis                  | Tradução de linguagem de computador |
| 1985 | Ivan Sutherland              | Editor gráfico Sketchpad |
| 1985 | David Wheeler                | Programação em assembler |
| 1985 | Heinz Zemanek                | Computador e linguagem computacional para o Mailüfterl |
| 1986 | Cuthbert Hurd                | Computação |
| 1986 | Peter Naur                   | Desenvolvimento de linguagem de programação |
| 1986 | James Herbert Pomerene       | Computador IAS e IBM 7950 Harvest |
| 1986 | Adriaan van Wijngaarden      | ALGOL 68 |
| 1987 | Robert Everett               | Whirlwind I |
| 1987 | Reynold B. Johnson           | IBM 305 RAMAC |
| 1987 | Arthur Samuel                | Processamento adaptativo não-numérico |
| 1987 | Niklaus Wirth                | Pascal |
| 1988 | Friedrich Ludwig Bauer       | Pilha computacional |
| 1988 | Marcian Hoff                 | Microprocessador em um chip |
| 1989 | John Cocke                   | Conceitos de instrução pipeline e RISC |
| 1989 | James Weidenhammer           | Mecanismos I/O de elevada velocidade |
| 1989 | Ralph L. Palmer              | IBM 604 |
| 1989 | Mina Rees                    | ONR Computer R&D development beginning in 1946 |
| 1989 | Marshall C. Yovits           | ONR Computer R&D development beginning in 1946 |
| 1989 | F. Joachim Weyl              | ONR Computer R&D development beginning in 1946 |
| 1989 | Gordon David Goldstein       | ONR Computer R&D development beginning in 1946 |
| 1990 | Werner Buchholz              | Arquitetura de computador |
| 1990 | Charles Antony Richard Hoare | Definições de linguagens de programação |
| 1991 | Bob Overton Evans            | Computadores compatíveis |
| 1991 | Robert Floyd                 | Compiladores |
| 1991 | Thomas Eugene Kurtz          | BASIC |
| 1992 | Stephen Dunwell              | IBM 7030 Stretch |
| 1992 | Douglas Engelbart            | Interação humano computador |
| 1993 | Erich Bloch                  | Computação de alta velocidade |
| 1993 | Jack Kilby                   | Co-inventor do circuito integrado |
| 1993 | Willis H. Ware               | Projeto dos computadores IAS e JOHNNIAC |
| 1994 | Gerrit Blaauw                | Série IBM System/360 |
| 1994 | Harlan Mills                 | Programação estruturada |
| 1994 | Dennis Ritchie               | Unix |
| 1994 | Ken Thompson                 | Unix |
| 1995 | Gerald Estrin                | Primeiros computadores |
| 1995 | David Cannon Evans           | Computação gráfica |
| 1995 | Butler Lampson               | Computador pessoal |
| 1995 | Marvin Minsky                | Inteligência artificial |
| 1995 | Ken Olsen                    | Minicomputadores |
| 1996 | Angel Angelov                | Tecnologia da ciência da computação na Bulgária |
| 1996 | Richard Clippinger           | Converteu o ENIAC a um programa armazenado no Aberdeen Proving Ground |
| 1996 | Edgar Frank Codd             | Modelo abstrato para gerenciamento de banco de dados |
| 1996 | Norbert Frištacký            | Dispositivos digitais |
| 1996 | Victor Glushkov              | Automação digital de arquitetura computacional |
| 1996 | Jozef Gruska                 | Teoria da computação e atividades organizacionais |
| 1996 | Jiří Hořejš                  | Informática e ciência da computação |
| 1996 | Lubomir Iliev                | Computação na Bulgária; primeiro computador búlgaro; matemática abstrata e software |
| 1996 | Robert Kahn                  | Protocolos TCP/IP e programa Internet |
| 1996 | László Kalmár                | Máquina lógica em 1956 e o projeto do computador MIR na Hungria |
| 1996 | Antoni Kiliński              | Computadores comerciais na Polônia e ciência computacional na universidade |
| 1996 | László Kozma                 | Primeiros computadores na Hungria do pós-guerra |
| 1996 | Sergey Lebedev               | Computador na União Soviética |
| 1996 | Alexey Lyapunov              | Cibernética e programação na União Soviética |
| 1996 | Romuald Marczyński           | Computadores digitais e arquitetura de computador na Polônia |
| 1996 | Grigore Moisil               | Chaveamento de circuitos com lógica difusa |
| 1996 | Ivan Plander                 | Tecnologia de hardware computacional na Eslováquia e o controle de computador |
| 1996 | Arnols Reitsakas             | Idade do computador na Estônia |
| 1996 | Antonín Svoboda              | Pesquisa de computadores na Tchecoslováquia e computadores SAPO e EPOS |
| 1997 | Barney Oldfield              | Aplicativos bancários ERMA e fabricação de computadores |
| 1997 | Betty Holberton              | Gerador de ordenação para o Univac e compilação |
| 1998 | Irving John Good             | Campo da computação como criptologista e estatístico durante a Segunda Guerra Mundial no Bletchley Park, e um dos primeiros trabalhadores e desenvolvedor do Colossus (computador) no Bletchley Park e do Manchester Mark I, o primeiro computador do mundo com progrma armazenado |
| 1999 | Herbert Freeman              | SPEEDAC da Sperry Corporation e computação gráfica e processamento de imagens |
| 2000 | Harold Lawson                | Inventou a variável ponteiro e introduziu este conceito em PL/I |
| 2000 | Gennady Stolyarov            | Software da série de computadores Minsk |
| 2000 | Georgy Lopato                | Belarus of the Minsk series computers' hardware, of the multicomputer complexes and of the RV family of mobile computers for heavy field conditions |
| 2001 | Vernon Schatz                | Transferência eletrônica de fundos que possibilitou transações comerciais computador a computador via sistema bancário |
| 2001 | William Bridge               | Computer and communications technology in the GE DATANET-30 |
| 2002 | Per Brinch Hansen            | Operating systems and concurrent programming, exemplified by work on the RC4000 multiprogramming system, monitors, and Concurrent Pascal |
| 2002 | Robert Bemer                 | ASCII, ASCII-alternate sets, and escape sequences |
| 2003 | Martin Richards              | System software portability through the programming language BCPL widely influential and used in academia and industry for a variety of prominent system software |
| 2004 | Frances Allen                | Teoria e prática da optimização de compiladores |
| 2006 | Mamoru Hosaka                | Computação no Japão |
| 2006 | Arnold Spielberg             | Real-time data acquisition and recording that significantly contributed to the definition of modern feedback and control processes |
| 2008 | Jean Bartik                  | Programmer including co-leading the first teams of ENIAC programmers, and pioneering work on BINAC and UNIVAC I |
| 2008 | Edward McCluskey             | Design and synthesis of digital systems over five decades, including the first algorithm for logic synthesis (the Quine-McCluskey method) |
| 2008 | Carl Adam Petri              | Teoria da rede de Petri (1962) e então computação paralela e distribuída |
| 2009 | Jean E. Sammet               | For pioneering work and lifetime achievement as one of the first developers and researchers in programming languages. |
| 2009 | Lynn Conway                  | For contributions to superscalar architecture, including multiple-issue dynamic instruction scheduling, and for the innovation and widespread teaching of simplified VLSI design methods.                                                                                          |
| 2011 | David Kuck                   | For pioneering parallel architectures including the Illiac IV, the Burroughs BSP, and Cedar; and, for revolutionary parallel compiler technology including Parafrase and KAP Tools.                                                                                                |
| 2012 | Cleve Moler                  | For improving the quality of mathematical software, making it more accessible and creating MATLAB. |
| 2013 | Edward Feigenbaum            | For pioneering work in Artificial Intelligence, including development of the basic principles and methods of knowledge-based systems and their practical applications. |
| 2013 | Stephen Furber               | Por trabalho pioneiro como um dos principais projetistas do microprocessador RISC de 32 bits de arquitetura ARM. |
| 2014 | Linus Torvalds               | Linux |
| 2015 | Michael J. Flynn             | TCCA, SIGARCH |
| 2015 | Peter Kogge                  | Kogge-Stone-Addierer |
| 2016 | Grady Booch                  | Unified Modeling Language (UML) |
| 2018 | Barbara Liskov               | CLU, Argus |
| 2018 | Bjarne Stroustrup            | C++ |
| 2019 | Laura Haas                   | Por inovações pioneiras na arquitetura de bancos de dados federados e na integração de dados de várias fontes heterogêneas. |
| 2019 | Jitendra Malik               | Por um papel de liderança no desenvolvimento da visão computacional em uma disciplina próspera por meio de pesquisa, liderança e orientação pioneiras. |
| 2020 | Jack Dongarra                | Por seu papel de liderança em software de matemática de alto desempenho. |
| 2020 | Demetri Terzopoulos          | Por um papel de liderança no desenvolvimento da visão computacional, computação gráfica e imagens médicas por meio de pesquisa pioneira, que ajudou a unir essas áreas e influenciou áreas relacionadas dentro e fora da ciência da computação.                                    |

## Processo de nomeação
- Nomination Process